# John Falstaff

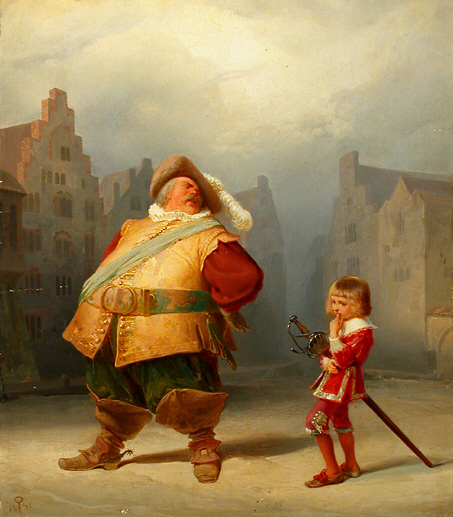
Falstaff en zijn page. Schilderij van Adolf Schrödter (1867)

Sir John Falstaff (of kortweg Falstaff) is een personage, gecreëerd door Shakespeare, dat voorkomt in zijn toneelstukken over de Engelse koning Hendrik IV en in The Merry Wives of Windsor.
Shakespeare presenteert hem als een geruïneerde edelman vol ondeugden en rad van tong, die iedereen van zijn grandeur wil blijven overtuigen. Falstaff speelt een belangrijke rol in de koningsdrama's over King Henry the Fourth: Deel 1 en Deel 2, waarin hij een van de schurkachtige metgezellen is van de toekomstige koning van Engeland, prins Harry. Hij wordt ook opgevoerd als komisch personage in The Merry Wives of Windsor, waarin hij als ridder de vrouwtjes het hof maakt. 
Er wordt aangenomen dat het personage gebaseerd is op de historische John Fastolf, die deelnam aan militaire campagnes op het Franse platteland, de Slag bij Agincourt en het Beleg van Orléans, maar schandelijk op de vlucht sloeg bij de Slag bij Patay, en stierf in 1459.
- Bibliothèque nationale de France: cb119832583 (data)
- Catàleg d'autoritats de noms i títols de Catalunya: 981060915824706706
- Gemeinsame Normdatei: 11909715X
- Library of Congress Control Number: nb2022000401
- Nationale Bibliotheek van Israël: 987007534344205171
- Système universitaire de documentation: 027887286
- Virtual International Authority File: 66164295187208412034
- WorldCat: E39PBJqk8tkbFFK98ggkF96tKd